# Suevica
Suevica – Beiträge zur schwäbischen Literatur- und Geistesgeschichte ist eine literaturwissenschaftliche Zeitschrift mit dem Schwerpunkt Schwäbische Romantik (Schwäbische Dichterschule).
Zur Schwäbischen Romantik gehören Dichter wie Justinus Kerner, Ludwig Uhland, Gustav Schwab, Nikolaus Lenau, Wilhelm Waiblinger und Eduard Mörike und Denker wie David Friedrich Strauß. Die Zeitschrift berücksichtigt aber auch die „Schwabenväter“, d. h. Vertreter des Schwäbischen Pietismus wie Johann Albrecht Bengel und Friedrich Christoph Oetinger, oder auch die Dichter Friedrich von Schiller und Friedrich Hölderlin, dazu u. a. die Philosophen Hegel und Schelling.
Die Zeitschrift wurde 1980 durch Margot Buchholz (Justinus-Kerner-Gymnasium Weinsberg) und Hartmut Fröschle (Universität Toronto) gegründet. Die Bände 1 und 2 wurden von Buchholz und Fröschle herausgegeben, die Bände 3–6 von Fröschle. Im Jahre 1992 ging die Herausgeberschaft auf Reinhard Breymayer (Universität Tübingen) über.
Die Suevica  erscheinen in der Reihe Stuttgarter Arbeiten zur Germanistik (Herausgeber dieser Reihe: Ulrich Müller [Salzburg], Franz Hundsnurscher [Münster in Westfalen] und Cornelius Sommer [Berlin]).
Von Band 3 an trägt die Zeitschrift den Obertitel Suevica, d. h. Schwäbisches (Plural des Neutrums Suevicum).
Die Suevica konzentrieren sich auf die württembergische Literatur Schwabens mit deren Ausstrahlung auf die Region Heilbronn-Franken (Heilbronn am Neckar, Weinsberg), berücksichtigen aber auch andere historische Regionen und den Kontext der deutschsprachigen Literatur, neben dem Standarddeutschen zum Teil auch schwäbische Mundarten.